# Documenta Occupationis Teutonicae
Documenta Occupationis Teutonicae – seria wydawnicza Instytutu Zachodniego w Poznaniu wydawana od 1945.

## Geneza i historia
Seria stanowi istotne źródło wiedzy o historii okupacji niemieckiej w Polsce. Pomysłodawcą serii był prof. Karol Marian Pospieszalski, który jesienią 1945 otrzymał od Kiryła Sosnowskiego, ówczesnego kierownika działu wydawniczego Instytutu Zachodniego, propozycję wydawania niewielkich zbiorów dokumentów niemieckich, jako aneksów do Przeglądu Zachodniego. Sosnowski był wtedy kierownikiem sekcji dokumentacyjnej Instytutu. W zbliżonym czasie dr Zbigniew Jaroszewski odnalazł na Górnym Śląsku egzemplarz memoriału niemieckiego Die Bedeutung des Polen-Problems für die Rüstungswirtschaft Oberschlesiens. Przekazał go prof. Zygmuntowi Wojciechowskiemu, a ten z kolei Kiryłowi Sosnowskiemu. Dokument ten wydano w 1945 jako pierwszy w serii.
Dotychczas wydano 17 tomów w serii. Dzięki otrzymanym środkom finansowym z Narodowego Programu Rozwoju Humanistyki przygotowano w latach 2014-2019 anglojęzyczny reprint tomów I-VIII.

## Tytuł
W celu ustalenia tytułu Pospieszalski skontaktował się z prof. Janem Sajdakiem, proponując Documenta Occupationis Germanicae, jednak słowo Teutonice bardziej odpowiadało prof. Sajdakowi.

## Tomy
Kolejne tomy:
1. Die Bedeutung des Polen-Problems für die Rüstungswirtschaft Oberschlesiens (1945).
2. Zbrodnia niemiecka w Warszawie 1944 r.: zeznania – zdjęcia (1946, pokłosie akcji Iskra–Dog).
3. Wspomnienia młodzieży wielkopolskiej z lat okupacji niemieckiej: 1939 – 1945 (1946).
4. Niemiecka lista narodowa w „Kraju Warty”: wybór dokumentów z objaśnieniami w języku polskim i francuskim (1949).
5. Hitlerowskie „prawo” okupacyjne w Polsce: wybór dokumentów. Cz. 1. Ziemie „wcielone” (1952).
6. Hitlerowskie „prawo” okupacyjne w Polsce: wybór dokumentów. Cz. 2. Generalna Gubernia: wybór dokumentów i próba syntezy (1958).
7. Sprawa 58 000 „Volksdeutschów”: sprostowanie hitlerowskich oszczerstw w sprawie strat niemieckiej mniejszości w Polsce w ostatnich miesiącach przed wybuchem wojny i w toku kampanii wrześniowej (1959, sprawa tzw. Centrali do Spraw Grobów Niemieckich w Polsce).
8. Wysiedlenia ludności polskiej na tzw. Ziemiach wcielonych do Rzeszy: 1939 – 1945 Wybór źródeł i prac (1969).
9. Położenie polskich robotników przymusowych w Rzeszy 1939 – 1945 (1975).
10. Praca przymusowa Polaków pod panowaniem hitlerowskim 1939 – 1945 (1976).
11. Położenie ludności w rejencji katowickiej w latach 1939 – 1945 (1983).
12. Eksploatacja siły roboczej i grabież ziem polskich przez Wehrmacht w końcowym okresie II wojny światowej (1986).
13. Położenie ludności polskiej w tzw. Kraju Warty w okresie hitlerowskiej okupacji (1990).
14. Administracja, ludność, gospodarka, kultura i oświata na polskich ziemiach wcielonych do Trzeciej Rzeszy w świetle niemieckich dokumentów z 1944 r. (1999).
15. Okupowany Poznań i Wielkopolska w niemieckich fotografiach i dokumentach (1939 – 1941). Ze zbiorów Instytutu Zachodniego w Poznaniu (2005).
16. Lager Glowna. Niemiecki obóz przesiedleńczy na Głównej w Poznaniu dla ludności polskiej (1939 – 1945) (2008).
17. Specjalna księga gończa dla Polski. Sonderfahndungsbuch Polen (2019)[2].